# Sh2-3
Sharpless 3 ist ein Emissionsnebel (HII-Region) im Sternbild Skorpion. Er wurde von dem Astronomen Stewart Sharpless in seinem 1959 erschienenen Katalog der Nebel katalogisiert. Er befindet sich in einer Entfernung von etwa 4300 Lichtjahren von der Erde.